# 21. maj
21. maj er dag 141 i året i den gregorianske kalender (dag 142 i skudår). Der er 224 dage tilbage af året.
- Helenes dag, mor til kejser Konstantin den Store. Hun lader sig døbe og lader bygge flere kirker, blandt andet Korskirken i Betlehem og Apostelkirken i Konstantinopel.
- FN's internationale Verdensdag for kulturel mangfoldighed for dialog og udvikling.

### Begivenheder
Født - Dødsfald
- 996 - Den sekstenårige Otto 3. krones som kejser af det Tysk-romerske rige.
- 1184 - Under ledelse af krigsbispen Absalon besejrer den danske flåde i Østersøen den tyske kejsers vasal, hertug Bugislaw af Pommern.
- 1674 - Johan 3. Sobieski vælges til ny konge af Polen.
- 1692 - Ved kongelig resolution overføres Københavns Havn ("canalerne") fra Københavns Magistrats forretningsområde til den samtidigt oprettede Københavns Havnekommission.
- 1773 - Gottorperne og den danske konge mageskifter besiddelser således, at gottorperne afstod deres besiddelser i Hertugdømmet Slesvig og Hertugdømmet Holsten mod den danske konges besiddelser Oldenburg og Delmenhorst.
- 1851 - Der bliver fundet guld i Australien.
- 1901 - Albert Einstein begynder at arbejde som hjælpelærer på den tekniske skole i Winterthur.
- 1904 - FIFA, den internationale fodboldsammenslutning, stiftes i Paris.
- 1905 - Det Radikale Venstre stiftes i Odense som et udbryderparti fra Venstre.
- 1910 - Danmarks første lov om biler træder i kraft. Man må køre bil fra en halv time før solopgang til en halv time efter. Samtidig indføres vægtafgift
- 1911 - Afslutning af den Mexicanske revolution i Mexico.
- 1922 - Kommunisterne tager kontrol over Bulgarien, kong Boris flygter.
- 1927 - Charles Lindbergh flyver som den første solo over Atlanten i Spirit of St Louis; turen varer 33 timer 29 minutter.
- 1941 - Det tyske luftvåben erobrer Maleme lufthavn på Kreta.
- 1946 - Brødrationering indføres i England på grund af knaphed på hvede.
- 1970 - Folketinget beslutter at oprette et universitet i Roskilde.
- 1972 - Med en 3-2 sejr over Rumænien kvalificerer det danske fodboldlandshold sig til OL i München.
- 1992 - MD Foods og Kløver Mælk indgår en samarbejdsaftale, der stopper priskrigen på mælk.
- 2000 - Lars von Trier vinder Den Gyldne Palme i Cannes for filmen Dancer in the Dark.
- 2005 - Grækenland vinder det 50. Eurovision Song Contest i Kyiv, Ukraine.
- 2006 - Montenegro, som var en forbundsstat i Serbien og Montenegro, afholder valg om selvstændighed fra Serbien og Montenegro, som der bliver vedtaget og landet får officielt selvstændighed 3. juni 2006 og dermed opløses Serbien og Montenegro.
- 2011 - Den islandske vulkan Grímsvötn går i udbrud kl. 19:25 (lokal tid). Der oprettes et lokalt flyveforbud på 220 km i alle retninger fra vulkanen.

### Født
- 1471 - Albrecht Dürer, tysk maler (død 1528).
- 1527 - Filip 2., spansk konge (død 1598).
- 1688 - Alexander Pope, engelsk digter (død 1744).
- 1780 - Elizabeth Fry, engelsk fængselsreformator (død 1845).
- 1799 - Mary Anning, britisk palæontolog, mm. (død 1847).
- 1843 – Louis Renault, fransk jurist og nobelprismodtager (død 1918).
- 1844 - Henri Rousseau, fransk billedkunstner (død 1910).
- 1904 - Fats Waller, amerikansk musiker (død 1943).
- 1909 - Elna Brodthagen, dansk skuespiller (død 2009).
- 1916 - Harold Robbins, amerikansk forfatter (død 1997).
- 1916   - Harry Felbert, dansk musiker og kapelmester (død 1968).
- 1917 - Raymond Burr, amerikansk skuespiller (død 1993).
- 1917   - Thomas Sneum, dansk officer og spion (død 2007).
- 1921 - Andrej Sakharov, sovjetisk atomfysiker (død 1989).
- 1930 - Unni Bille-Brahe, dansk selvmordsforsker.
- 1930   - Malcolm Fraser, australsk politiker og premierminister (død 2015).
- 1934 - Bengt Samuelsson, svensk professor og nobelprismodtager (død 2024).
- 1940 - Ernst Hornslet, dansk jazzmusiker.
- 1942 - Niels Hørlyck, dansk jazzmusiker.
- 1946 - Lin Utzon, dansk billedkunstner.
- 1947 - Bjørn Nørgaard, dansk billedkunstner og professor.
- 1948 - Leo Sayer, engelsk musiker.
- 1960 - Pernille Højmark, dansk skuespiller og sanger.
- 1963 - Torben Piechnik, dansk fodboldspiller og massør.
- 1964 - Joy-Maria Frederiksen, dansk skuespiller.
- 1971 - Kristian Jensen, dansk folketingsmedlem og skatteminister.
- 1973 - Noel Fielding, engelsk komiker, skuespiller og kunstner
- 1986 - Mario Mandžukić, kroatisk fodboldspiller.

### Dødsfald
- 337 - Konstantin den Store, romersk kejser (født ca.272).
- 1481 - Christian 1., dansk konge (født 1426).
- 1878 - Olaus Fjørtoft, norsk bondesøn, forfatter, journalist og politiker (født 1847).
- 1895 - Franz von Suppé, østrigsk komponist (født 1819).
- 1920 - Venustiano Carranza, mexicansk revolutionær og præsident (født 1859).
- 1929 - Rodolfo Amadeo Lanciani, italiensk arkæolog (født 1847).
- 1943 - Ivar Bentsen, dansk arkitekt (født 1876).
- 1944 - René Daumal, fransk forfatter og digter (født 1908).
- 1949 - Klaus Mann, tysk forfatter (født 1906).
- 1957 - Jens Søndergaard, dansk maler (født 1895).
- 1973 - Vaughn Monroe, amerikansk musiker og orkesterleder (født 1911).
- 1984 - Carl Petersen, dansk politiker (født 1894).
- 1991 - Rajiv Gandhi, indisk premierminister (født 1944) - myrdet.
- 2000 - Barbara Cartland, engelsk forfatter (født 1901).
- 2000   - John Gielgud, engelsk skuespiller (født 1904).
- 2006 - Peter Poulsen, dansk skuespiller (født 1905).
- 2007 - Bøje Nielsen, dansk storentreprenør (født 1937)
- 2009 - Nelly Jane Benneweis, dansk sprechstallsmeister (født 1934)

|  | Denne datoartikel kan blive bedre, hvis der indsættes et (bedre) billede Du kan hjælpe ved at afsøge Wikimedia Commons for et passende billede eller uploade et godt billede til Wikimedia Commons iht. de tilladte licenser og indsætte det i artiklen. |